# Joseph Bordas
Joseph Bordas, né le 7 novembre 1846 à Saint-Vallier dans la Drôme et mort le 13 septembre 1898 à Saint-Martin-d'Août, est un écrivain et archiviste français, membre de la Société d'archéologie et de statistique de la Drôme.

## Biographie
Originaire de Saint-Vallier, après d’excellentes études, il se destine pendant longtemps au notariat ; mais à la suite de son mariage à Châteauneuf-de-Galaure, il devint agriculteur à Saint-Martin-d’Août. Malgré des occupations nombreuses, Joseph Bordas avait pour loisir d’étudier l’histoire de sa région. Il faisait partie de la Société d'archéologie et de statistique de la Drôme depuis 1884. Il écrira quatorze opuscules qui sortiront tous des presses de l’Imprimerie Valentinoise,.
Dans son livre Le Palais Idéal du Facteur Cheval 'Voici Mon Rêve', l'auteur Frédéric Jouhanin témoigne que Joseph Bordas fut le premier à écrire sur le Palais Idéal du Facteur Cheval. Ce dernier se serait même inspiré du domaine du Chiry, lieu ou habité Joseph Bordas. Dans son livre Tombeau de Joseph-Ferdinand Cheval, l'auteur Lionel Bourg date qu'en 1886, Joseph Bordas est le premier à mentionner dans un écrit le Palais Idéal ; il cite "monument [...] d'une forme originale et absolument moderne". 

## Publications
Joseph Bordas a sorti 14 brochures qui sont les suivantes par ordre chronologique : 
- Description de Beausemblant et de Creure, Boresse et Saint-Philibert qui en dépendent Canton de Saint-Vallier (Drôme) (1886)
- Le pèlerinage de Notre-Dame-de-Bonnecombe à Saint-Germain commune d'Hauterives, canton du Grand-Serre (Drôme) (1886) [7]
- Notice sur la chapelle de Saint Joseph de Vals, canton de Saint-Vallier (Drôme) (1886)[8]
- Une excursion nocturne à Saint-Andéol commune de Claveyson canton de Saint-Vallier (Drôme) (1886)
- Une promenade à Bathernay Canton de Saint-Donat (Drôme) (1886)
- Souvenirs d'un pèlerinage à Notre-Dame-de-Chatenay à Lens-Lestang Canton du Grand-Serre (Drôme) (1886)[9]
- Une heureuse rencontre à Saint-Avit, Canton de Saint-Vallier (Drôme) (1887)
- Une visite au cimetière de Tain (Drôme) (1888)[10]
- Discours prononcé le lundi 27 octobre 1890 sur la tombe de M. le chanoine Sautreaux, curé-archiprêtre de St-Vallier (1890)
- Le pèlerinage de Sainte-Marguerite à Saint-Martin-d'Août (Drôme) (1890)[11]
- Discours prononcé par Joseph Bordas membre de la Société d'Archéologie et de Statistique de la Drôme à la distribution des prix de l'école libre de St-Vallier (1894)
- Simples notes sur Charrières, près Châteauneuf-de-Galaure, son couvent, son cimetière (1894)[12]
- Notice sur Saint-Barthélemy-de-Vals et les Roches qui dansent de Douévas (1895)[13]
- La commune de Châteauneuf-de-Galaure et son château (1896)[14]